# Besbes
Besbes là một đô thị thuộc tỉnh El Tarf, Algérie. Dân số thời điểm năm 2002 là 43.007 người.